# 브라질 백인
백인계 브라질인(브라질 포르투갈어: Brasileiros brancos)은 유럽과 레반트에 기원을 둔 브라질인들을 지칭하는 말이다. 백인계 브라질인 상당수는 수데스치 지방과 술 지방에 거주하고 있다.

## 유명 인사
- 남성
  - 둥가: 축구 선수
  - 카카: 축구 선수
  - 티아고 스플리터: 농구 선수
  - 세자르 시엘루 필류: 수영 선수
  - 펠리피 마사: 포뮬러 원 레이싱 선수
  - 호드리구 산토루: 영화 배우
  - 호드리구 이우베르트: 영화 배우
  - 프란시스쿠 라쇼우스키: 모델
  - 에드와도 새버린: 기업인

- 여성
  - 슈사: 배우, 가수, MC
  - 지젤 번천: 모델
  - 알레산드라 암브로지우: 모델
  - 프리실라 메이렐리스: 모델
  - 페르난다 리마: 배우, MC

## 같이 보기
- 브라질인